# PGC 213140
LEDA/PGC 213140 ist eine Galaxie im Sternbild Perseus am Nordsternhimmel. Sie ist schätzungsweise 230 Millionen Lichtjahre von der Milchstraße entfernt und hat einen Durchmesser von etwa 50.000 Lichtjahren. Vom Sonnensystem aus entfernt sich das Objekt mit einer errechneten Radialgeschwindigkeit von näherungsweise 5.000 Kilometern pro Sekunde.
Möglich ist eine gravitative Bindung mit PGC 11392.
Im selben Himmelsareal befinden sich unter anderem die Galaxien NGC 1159, PGC 2209257, PGC 2216396, PGC 3096933.